# PCP4
PCP4 (англ. Purkinje cell protein 4) – білок, який кодується однойменним геном, розташованим у людей на короткому плечі 21-ї хромосоми. Довжина поліпептидного ланцюга білка становить 62 амінокислот, а молекулярна маса — 6 791.
| 10         |  | 20         |  | 30         |  | 40         |  | 50         |
| ---------- |  | ---------- |  | ---------- |  | ---------- |  | ---------- |
| MSERQGAGAT |  | NGKDKTSGEN |  | DGQKKVQEEF |  | DIDMDAPETE |  | RAAVAIQSQF |
| RKFQKKKAGS |  | QS         |  |            |  |            |  |            |

A: Аланін

D: Аспарагінова кислота

E: Глутамінова кислота

F: Фенілаланін

G: Гліцин

I: Ізолейцин

K: Лізин

M: Метіонін

N: Аспарагін

P: Пролін

Q: Глутамін

R: Аргінін

S: Серин

T: Треонін

Білок має сайт для зв'язування з молекулою кальмодуліну.